# Stephen Welsh
Stephen Welsh (Coatbridge, 19 gennaio 2000) è un calciatore scozzese, difensore del Malines in prestito dal Celtic e della nazionale Under-21 scozzese.

## Caratteristiche tecniche
È un difensore centrale grintoso e abile nei contrasti difensivi e nei duelli aerei. È inoltre dotato di buone abilità tecniche e intelligenza tattica.

## Carriera

### Club
Welsh ha iniziato a giocare ed è cresciuto nel settore giovanile del Celtic, dove si è affermato per la prima volta fra il 2017 e il 2018, collezionando alcune presenze con la squadra B degli scozzesi nella Challenge Cup. Nel frattempo, nel marzo del 2018 aveva firmato il suo primo contratto da professionista con la società bianco-verde di Glasgow.
Nell'agosto del 2019, Welsh ha cominciato la sua prima vera e propria esperienza professionistica, venendo ceduto in prestito al Greenock Morton, squadra della seconda serie scozzese. Dopo aver collezionato quindici presenze (con una rete) in Championship e tre nella coppa nazionale, nel gennaio del 2020 il difensore è stato richiamato dai Bhoys per ovviare ad una serie di infortuni in difesa: ha quindi esordito in prima squadra il 2 febbraio seguente, a vent'anni appena compiuti, giocando da titolare nel successo per 4-1 in casa dell'Hamilton Academical. Pur non ottenendo altre opportunità, anche in seguito alla sospensione e, in seguito, cancellazione del campionato a causa della pandemia di COVID-19, Welsh ha così contribuito al nono titolo consecutivo del Celtic.
Confermato nella rosa dei Bhoys per la stagione successiva, Welsh è stato però relegato al ruolo di riserva per tutto il resto del 2020, in cui ha giocato tre partite di Europa League (di cui una da titolare) e solo una in campionato, il 17 ottobre, rimanendo peraltro coinvolto nella sconfitta per 2-0 nell'Old Firm contro i rivali storici dei Rangers. Tuttavia, con l'arrivo del 2021, anche in seguito al grave infortunio occorso a Christopher Jullien e alle difficoltà mostrate da Shane Duffy, Welsh ha ottenuto dall'allenatore Neil Lennon un'occasione da titolare, formando una nuova coppia di difesa con il norvegese Kristoffer Ajer.
Il 6 febbraio seguente, il difensore ha realizzato il suo primo gol con la maglia del Celtic, colpendo di testa su un calcio d'angolo del compagno David Turnbull e aprendo le marcature della partita in casa contro il Motherwell, poi vinta per 2-1. Confermato dal tecnico ad interim John Kennedy (subentrato al dimissionario Lennon), Welsh si è mantenuto su buoni livelli lungo tutto il resto della stagione, che la formazione bianco-verde ha concluso però senza vincere alcun trofeo, essendo stata eliminata in tutte e tre le coppe a cui aveva partecipato (entrambe le coppe nazionali e l'Europa League) e avendo concluso la Premiership al secondo posto, dietro ai Rangers. Ciò nonostante, il difensore ha comunque disputato diciotto partite, di cui sedici in campionato e due nella Scottish Cup, e ha anche ottenuto la possibilità di rinnovare il proprio contratto con il Celtic fino al 2025.
Nella stagione 2021-2022, con l'arrivo di Ange Postecoglou sulla panchina dei Bhoys, Welsh ha conservato, almeno inizialmente, la maglia da titolare, anche in seguito alla cessione di Ajer al Brentford: abbinato a Nir Bitton (che era stato adattato al ruolo di difensore centrale) e al giovanissimo Dane Murray nelle prime fasi della stagione, ha poi formato un duo difensivo stabile con il neo-acquisto Carl Starfelt. Pur avendo perso ancora spazio con l'arrivo a Glasgow di Cameron Carter-Vickers, Welsh è stato comunque schierato con frequenza nella formazione di Postecoglou.

### Nazionale
Welsh ha rappresentato la Scozia a diversi livelli giovanili.
Il suo percorso è iniziato nell'Under-17, con cui nel 2017 ha partecipato agli Europei di categoria in Croazia, nei quali gli scozzesi sono stati eliminati nella fase a gironi. È poi entrato nel giro dell'Under-19, che ha rappresentato per quasi due anni.
Nel maggio del 2021, Welsh ha ricevuto la sua prima convocazione nella nazionale Under-21 scozzese, guidata da Scot Gemmill. Dopo aver disputato due amichevoli non ufficiali contro l'Irlanda del Nord nel giugno seguente, il difensore è stato nominato capitano della rappresentativa a partire dal settembre dello stesso anno. Quindi, il 7 settembre 2021, Welsh ha fatto il suo esordio ufficiale con l'Under-21, giocando la partita di qualificazione agli Europei di categoria contro i pari età della Turchia, pareggiato per 1-1.

## Statistiche
Statistiche aggiornate al 31 luglio 2022.

### Presenze e reti nei club
| Stagione        | Squadra         | Campionato      | Campionato | Campionato | Coppe nazionali | Coppe nazionali | Coppe nazionali | Coppe continentali | Coppe continentali | Coppe continentali | Altre coppe | Altre coppe | Altre coppe | Totale | Totale |
| Stagione        | Squadra         | Comp            | Pres       | Reti       | Comp            | Pres            | Reti            | Comp               | Pres               | Reti               | Comp        | Pres        | Reti        | Pres   | Reti   |
| --------------- | --------------- | --------------- | ---------- | ---------- | --------------- | --------------- | --------------- | ------------------ | ------------------ | ------------------ | ----------- | ----------- | ----------- | ------ | ------ |
| 2017-2018       | Celtic          | SP              | 0          | 0          | CS+CdL          | 0               | 0               | -                  | -                  | -                  | CC          | 1           | 0           | 1      | 0      |
| 2018-2019       | Celtic          | SP              | 0          | 0          | CS+CdL          | 0               | 0               | -                  | -                  | -                  | CC          | 1           | 0           | 1      | 0      |
| 2019-gen. 2020  | Greenock Morton | SC              | 15         | 1          | CS+CdL          | 3+0             | 0               | -                  | -                  | -                  | -           | -           | -           | 18     | 1      |
| gen.-mar. 2020  | Celtic          | SP              | 1          | 0          | CS+CdL          | 0               | 0               | UEL                | 0                  | 0                  | CC          | 2           | 0           | 3      | 0      |
| 2020-2021       | Celtic          | SP              | 16         | 1          | CS+CdL          | 2+0             | 0+0             | UEL                | 3                  | 0                  | -           | -           | -           | 21     | 1      |
| 2021-2022       | Celtic          | SP              | 10         | 0          | CS+CdL          | 3+2             | 0+1             | UCL+UEL+UECL       | 2+6+1              | 0+1+0              | -           | -           | -           | 24     | 2      |
| 2022-2023       | Celtic          | SP              | 4          | 1          | CS+CdL          | 0+1             | 0               | UCL                | 1                  | 0                  | -           | -           | -           | 6      | 1      |
| Totale carriera | Totale carriera | Totale carriera | 46         | 3          |                 | 11              | 1               |                    | 13                 | 1                  |             | 4           | 0           | 72     | 5      |

### Cronologia presenze e reti in nazionale
| Cronologia completa delle presenze e delle reti in nazionale ― Scozia under 21 | Cronologia completa delle presenze e delle reti in nazionale ― Scozia under 21 | Cronologia completa delle presenze e delle reti in nazionale ― Scozia under 21 | Cronologia completa delle presenze e delle reti in nazionale ― Scozia under 21 | Cronologia completa delle presenze e delle reti in nazionale ― Scozia under 21 | Cronologia completa delle presenze e delle reti in nazionale ― Scozia under 21 | Cronologia completa delle presenze e delle reti in nazionale ― Scozia under 21 | Cronologia completa delle presenze e delle reti in nazionale ― Scozia under 21 |
| Data                                                                           | Città                                                                          | In casa                                                                        | Risultato                                                                      | Ospiti                                                                         | Competizione                                                                   | Reti                                                                           | Note                                                                           |
| ------------------------------------------------------------------------------ | ------------------------------------------------------------------------------ | ------------------------------------------------------------------------------ | ------------------------------------------------------------------------------ | ------------------------------------------------------------------------------ | ------------------------------------------------------------------------------ | ------------------------------------------------------------------------------ | ------------------------------------------------------------------------------ |
| 7-9-2021                                                                       | Bursa                                                                          | Turchia under 21                                                               | 1 – 1                                                                          | Scozia under 21                                                                | Qual. Europeo Under-21 2023                                                    | -                                                                              | cap.                                                                           |
| 8-10-2021                                                                      | Edimburgo                                                                      | Scozia under 21                                                                | 0 – 1                                                                          | Danimarca under 21                                                             | Qual. Europeo Under-21 2023                                                    | -                                                                              | cap.                                                                           |
| 12-11-2021                                                                     | Paisley                                                                        | Scozia under 21                                                                | 2 – 1                                                                          | Kazakistan under 21                                                            | Qual. Europeo Under-21 2023                                                    | -                                                                              | cap.                                                                           |
| 16-11-2021                                                                     | Dundee                                                                         | Scozia under 21                                                                | 0 – 2                                                                          | Belgio under 21                                                                | Qual. Europeo Under-21 2023                                                    | -                                                                              | cap. 86’                                                                       |
| 25-3-2022                                                                      | Edimburgo                                                                      | Scozia under 21                                                                | 0 – 2                                                                          | Turchia under 21                                                               | Qual. Europeo Under-21 2023                                                    | -                                                                              | cap.                                                                           |
| 29-3-2022                                                                      | Almaty                                                                         | Kazakistan under 21                                                            | 2 – 2                                                                          | Scozia under 21                                                                | Qual. Europeo Under-21 2023                                                    | -                                                                              | cap. 25’ 51’                                                                   |
| Totale                                                                         |                                                                                | Presenze                                                                       | 6                                                                              |                                                                                | Reti                                                                           | 0                                                                              |                                                                                |

## Palmarès

### Club

#### Competizioni nazionali
- Campionato scozzese: 4

Celtic: 2019-2020, 2021-2022, 2022-2023, 2023-2024
- Coppa di Scozia: 3

Celtic: 2019-2020, 2022-2023, 2023-2024
- Coppa di Lega scozzese: 3

Celtic: 2021-2022, 2022-2023, 2024-2025